# مارسيو ماتوس
مارسيو ماتوس هو طبيب وسياسي برازيلي، ولد في 29 مارس 1946 في Mineiros do Tietê ‏ في البرازيل. نشط حزبياً في حزب العمل الديمقراطي. وقد انتخب federal deputy of Paraná ‏.